# Liste der Gemeinden in Saint-Pierre und Miquelon

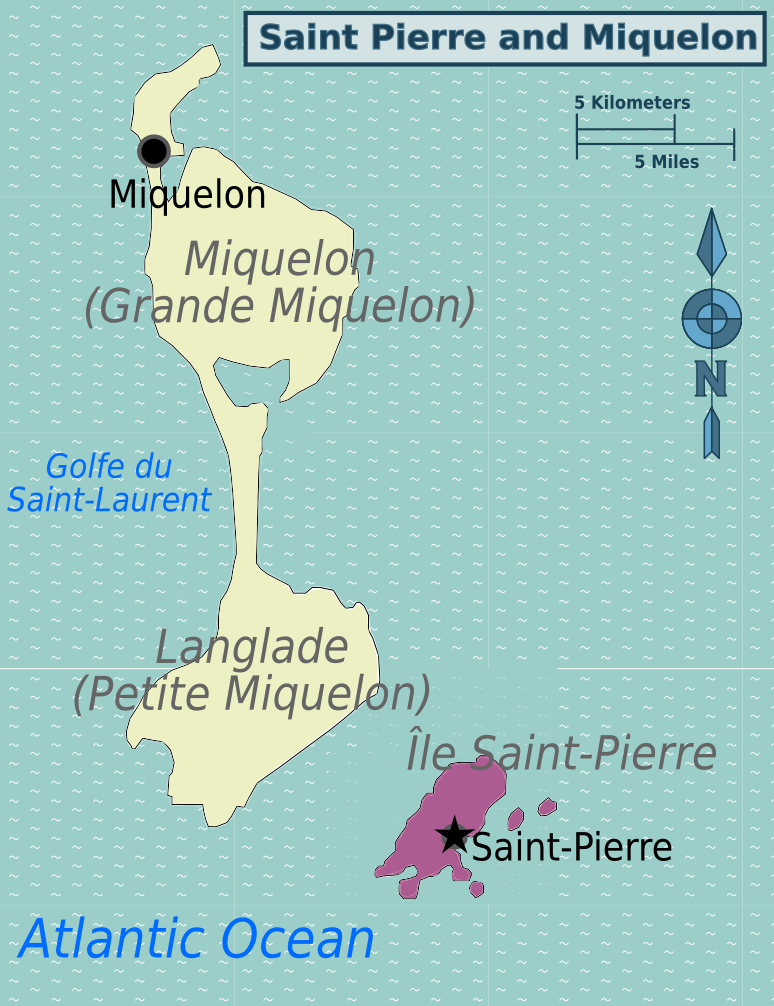
Gemeinden von Saint-Pierre und Miquelon

Die Gemeinden des französischen Überseegebiets Saint-Pierre und Miquelon:
| Code INSEE | PLZ   | Gemeinde          | Einwohner (Stand 1. Januar 2022) | Fläche in km² | Einwohner je km² |
| ---------- | ----- | ----------------- | -------------------------------- | ------------- | ---------------- |
| 97501      | 97500 | Miquelon-Langlade | 596                              | 208,85        | 3                |
| 97502      | 97500 | Saint-Pierre      | 5.223                            | 28,64         | 182              |